# ارنو ریرا
ارنو ریرا (انگلیسی: Arnau Riera؛ زادهٔ ۱ اکتبر ۱۹۸۱) بازیکن فوتبال اهل اسپانیا است.
از باشگاه‌هایی که در آن بازی کرده‌است می‌توان به باشگاه ورزشی رئال مایورکا، باشگاه فوتبال بارسلونا سی، باشگاه فوتبال ساوتند یونایتد، باشگاه فوتبال بارسلونا بی، باشگاه فوتبال فالکیرک، و باشگاه فوتبال ساندرلند اشاره کرد.